# Mame N'Diaye
Pour les articles homonymes, voir N'Diaye.
Mame N'Diaye est un footballeur sénégalais, né le 30 décembre 1986 à Thiès, évoluant au poste de défenseur latéral ou ailier gauche.

## Carrière

### La formation à l'OM
Formé à l'Olympique de Marseille, Mame N'Diaye est pendant longtemps l'un des espoirs du club. Après avoir été meilleur buteur avec la réserve marseillaise en 2005, il se voit propulser sur le devant de la scène le 5 mars 2006, lorsque la jeune équipe B est appelée à jouer au Parc des Princes lors de la fameuse rencontre l'opposant au Paris Saint-Germain. Cette formation de "minots" marseillais fait alors preuve de générosité et permet de ramener un point grâce à son match nul (0-0), à la surprise générale. Mame est alors l'un des joueurs les plus actifs durant ce match, posant quelques problèmes à Bernard Mendy. Ce match, qui le révèle en compagnie de joueurs tels que Garry Bocaly, lui permet d'obtenir, quelques mois plus tard, son premier contrat pro, ainsi qu'une première convocation avec l'équipe nationale du Sénégal.

### Des bonnes performances non confirmées
Toutefois, les saisons suivantes sont difficiles et il n'arrive pas à s'imposer malgré la politique de « jeunes » prônée à l'OM. Il reste donc abonné à l'équipe réserve en 2006/2007. 
En quête d'expérience, il part en janvier 2008 au Football Club Libourne-Saint-Seurin en Ligue 2 sous forme de prêt et découvre enfin le haut niveau. En compagnie de ses anciens coéquipiers marseillais Garry Bocaly, Mohamed Amine Dennoun et Khalifa Elhadj Ba, le jeune N'Diaye fait bonne figure et réalise une demi-saison pleine, mais ne peut empêcher la relégation du club en National.  
Le 24 juin 2008, il s'engage avec le club de l'US Boulogne, alors en Ligue 2. Au cours de la saison, l'entraîneur Philippe Montanier replace N'Diaye au poste d'arrière latéral gauche, alors qu'il ne connaissait que le poste d'ailier jusqu'alors. Bien que le joueur peine à s'imposer, il réussit l'exploit d'être promu avec le club nordiste en Ligue 1, grâce à une troisième place arrachée lors de l'ultime journée de championnat. Dans l'élite, le joueur ne joue que 4 matchs, de piètre qualité, si bien qu'en fin de saison, son contrat n'est pas renouvelé.

### En quête d'un renouveau
Après une saison blanche, le joueur s'engage en 2011 avec l'Aviron bayonnais, alors en National. La saison est un calvaire pour Mame N'Diaye qui ne jouera pas un seul match avec l'équipe première et passera toute la saison en DH avec l'équipe réserve.
Au vu de ses deux dernières saisons, il est contraint de partir en CFA à l'AC Amiens, où il retrouve du temps de jeu et réalise des performances honorables, marquant notamment deux buts.
Il attire alors le regard de l'AS Beauvais Oise, également pensionnaire de la quatrième division française et prétendant à la montée en National, où il signe en juin 2013. Il y reste jusqu'en 2016, puis joue un an pour l'US Roye-Noyon avant de mettre un terme à sa carrière.

## Sélections
En août 2006, malgré son jeune âge et son inexpérience, Mame Ndiaye est appelé par le sélectionneur du Sénégal de l'époque, Henryk Kasperczak. Toutefois, il ne recevra aucune sélection avec le Sénégal.